# Платанија (Халкидики)
Платанија (грч. Πλατάνια) је приморско насељено место у општини Ситонија у периферији Средишња Македонија, Грчка. Према попису из 2021. године било је 6 становника.
Платанија се води као посебно насеље од 2010. године.